# Bauler (Eifel-Bitburg-Prüm)
Bauler è un comune di 77 abitanti della Renania-Palatinato, in Germania.

Appartiene al circondario (Landkreis) Eifelkreis Bitburg-Prüm (targa BIT) ed è parte della comunità amministrativa (Verbandsgemeinde) di Südeifel.